# Ellerby (Yorkshire du Nord)
Pour les articles homonymes, voir Ellerby.
Ellerby est un village et une paroisse civile du Yorkshire du Nord, en Angleterre.